# Sand Sharks
Sand Sharks ist ein US-amerikanischer Horrorfilm aus dem Jahr 2012. Der Film wurde in Deutschland erstmals am 30. März 2012 veröffentlicht.

## Handlung
Durch ein Erdbeben werden vor der Insel White Sands mehrere prähistorische Haie aus einem Unterseekrater befreit und steuern auf das Land zu. Auf der Insel laufen derweil die Vorbereitungen für das „Sandman-Festival“ während des Spring Break, das von Jimmy Green, dem Sohn des Bürgermeisters, ausgerichtet werden soll. Im Vorfeld des Festivals verschwindet ein Jugendlicher spurlos vom Strand, nur sein abgetrennter Kopf wird wiedergefunden. Nachdem den Tieren mehrere Strandbesucher zum Opfer gefallen sind, findet die Haiexpertin Sandy Powers einen großen Haizahn, den sie als Zahn eines Jungtiers identifiziert. Der Strand wird daraufhin gesperrt, um die Festivalbesucher nicht der Gefahr eines Haiangriffs auszusetzen.
Jimmy Green, der das Festival unbedingt veranstalten will, beauftragt seine Mitarbeiter damit, einen großen Hai zu besorgen, und präsentiert diesen der Polizei als vermeintlichen Killerhai. Sandy Powers bemerkt jedoch den Schwindel und der Strand bleibt gesperrt. Als es in der Nacht zu einem Stromausfall kommt, versammeln sich alle am Strand, um nach der Ursache zu schauen. Sie entdecken, dass die Haie sich durch den Sand genau wie durch Wasser fortbewegen können. Ein Handlanger Greens versucht, die Stromversorgung wiederherzustellen und wird von einem Sandhai gefressen, der dabei durch einen Stromschlag getötet wird. Powers entdeckt, dass die Haut der Haie so verändert ist, dass sie im Sand schwimmen können.
Die Polizei erlaubt Green, das Festival durchzuführen, da man glaubt, die Gefahr sei vorüber. Nur Powers warnt vor weiteren Sandhaien, da es sich bei dem getöteten Exemplar um ein Jungtier handelte. Als die Party im Gange ist, werden die Jugendlichen am Strand von mehreren Sandhaien angegriffen, die durch die laute Musik angelockt wurden. Um die Haie zu vernichten, beschließen Powers, Green, Sheriff John Stone und Angus McSorely, ein alter Inselbewohner, die Ungeheuer mittels lauter Musik an eine abgelegene Stelle des Strands zu locken und dort zu töten. Dazu soll der Sand, in dem die Haie schwimmen, mittels Napalm zu Glas geschmolzen werden. Beim Anlocken der Haie opfert sich Green, die Angreifer können durch das Napalm getötet werden. Als Powers, Stone und McScorely den verbrannten Strand untersuchen, werden sie von einem weiteren, noch größeren Sandhai attackiert, McScorely wird dabei gefressen. Es gelingt Powers und Stone, den Hai mit dem restlichen Napalm zu vernichten.
Etwas später verlässt Greens Praktikantin Erin einen Wohnwagen auf dem Festivalgelände, in dem sie sich versteckt hielt, und wird von einem weiteren Sandhai getötet.

## Produktion
Gedreht wurde der Film auf Santa Catalina Island, einer Insel vor der kalifornischen Pazifikküste. Regisseur Mark Atkins produzierte für die Low-Budget-Filmgesellschaft The Asylum Filme wie Halloween Night, Princess of Mars und Android Cop.
Hauptdarsteller Corin Nemec wurde in den 1990er Jahren durch die Rolle des Parker Lewis in der gleichnamigen Comedy-Serie international bekannt. Brooke Hogan ist die Tochter des US-amerikanischen Wrestlers Hulk Hogan. Sein Sohn Nick hat ebenfalls eine Rolle in Sand Sharks.

## Rezeption
Sand Sharks erfuhr überwiegend negative Kritiken, die sich besonders auf die Qualität der Handlung, der Dialoge und der schauspielerischen Leistungen konzentrieren.
Laut Cinema handelt es sich um eine „Filmgurke“, die sich selbst nicht ernst nimmt, was jedoch nicht ausreicht, um sie unterhaltsam zu machen: „Grotesker Stoff für die nächste Trashparty.“ Lars-Christian Daniels von negativ-film.de beschreibt das Werk als Paradebeispiel eines schlechten C-Movies, das sämtliche Merkmale dieses Genres erfüllt: „unterirdisch schlechte Dialoge, ein Dutzend talentfreier Schauspieler“ und ein „hanebüchenes Drehbuch“, das zudem Genreklassiker plagiiere. Trotz aller Kritik merkt Daniels jedoch an, dass der Film durch originellere Einfälle zumindest einen gewissen Trash-Appeal hätte entfalten können.
Florian Tritsch von MovieMaze erkennt zwar die kreative Idee hinter der Prämisse des Films an – Haie, die auch an Land jagen –, stellt jedoch fest, dass dies nicht ausreicht, um den Film zu retten. Vielmehr sei der Film das Resultat schlechter Effekte, eines „sinnfreien Drehbuchs“ und miserabler schauspielerischer Leistungen, wodurch das von Spielberg geschaffene Hai-Mythos „der Lächerlichkeit preisgegeben“ werde.
Am 27. September 2024 wurde auf Nitro eine von Oliver Kalkofe und Peter Rütten kommentierte Fassung des Films innerhalb der Sendereihe Die schlechtesten Filme aller Zeiten (SchleFaZ) ausgestrahlt.